# ملادن زيفكوفيتش
ملادن زيفكوفيتش (بالصربية: Младен Живковић)‏ (26 أغسطس 1989 في صربيا - ) هو لاعب كرة قدم صربي في مركز حراسة المرمى. لعب مع FK Donji Srem ‏ وسينجليتش بلغراد ‏ وPSFC Chernomorets Burgas ‏ ونادي سميديريفو ‏ وFK Sloga Petrovac na Mlavi ‏ وFK Novi Pazar ‏.

## وصلات خارجية
- ملادن زيفكوفيتش على موقع الاتحاد الأوربي (الإنجليزية)
- ملادن زيفكوفيتش على موقع قاعدة بيانات كرة القدم.إي يو (الإنجليزية)
- ملادن زيفكوفيتش على موقع Soccerbase.com (لاعب) (الإنجليزية)
- ملادن زيفكوفيتش على موقع Soccerway.com (الإنجليزية)
- ملادن زيفكوفيتش على موقع عالم كرة القدم.نت (الإنجليزية)